# Eloy
Eloy é uma banda alemã de rock progressivo, cujos estilos musicais incluem rock sinfônico e space rock, este último principalmente presente nos álbuns mais recentes. O nome da banda foi inspirado em Eloi, uma raça do futuro na novela A Máquina do Tempo, de H.G. Wells. Apesar da nacionalidade, a banda não é considerada participante do movimento Krautrock, devido ao seu som parecer mais com bandas britânicas de rock progressivo, como Yes e Pink Floyd. É considerada também uma das melhores bandas progressivas dos anos 70.

## História
Fundada no final dos anos 1960 pelo guitarrista Frank Bornemann, a banda sofreu várias mudanças, sendo Bornemann o único membro consistente do grupo. Foi inspirada por bandas como The Beatles, The Shadows e Pink Floyd, este último pelo tom de space rock que possuia na época. A princípio, a banda tocava hard rock, inspirada por temas políticos, mas logo passou para um som mais progressivo, com elementos de space. Baseado principalmente nos solos de guitarra de Bornemann, o som da banda também inclui o vasto uso de sintetizadores e coros.
Em 1971 foram para Hamburgo gravar seu primeiro LP. O primeiro contrato com uma grande gravadora veio em 1973, com a EMI. Foram então promovidos a uma das bandas mais influentes da cena da época. Os álbuns vendiam cada vez mais, alcançando o auge de sucesso com Silent Cries and Mighty Echoes, lançado em 1979. Na época a formação da banda contava com Frank Bornemann na guitarra e vocal, Klaus Peter Matziol no baixo, Detlev Schmidtchen no teclado e Jürgen Rosenthal na bateria, que também escrevia as letras das canções.
Na década de 1980, depois de uma série de trocas no grupo, Bornemann seguiu para um caminho mais comercial. Apesar de atrair público, a banda nunca ganhou popularidade nos Estados Unidos. Apesar disso, membros antigos da banda reuniram-se novamente, e em 1998 os fãs puderam conferir Ocean 2, um retorno ao gênero clássico do progressivo sinfônico do qual a banda era conhecida. Uma sequência do original de 1977, é considerado entre fãs como uma captura bem sucedida do espírito da banda.

## Membros
- Frank Bornemann - guitarra e vocal (1969-1984, desde 1987)
- Erich Schriever - vocal e teclado (1969-1972)
- Manfred Wieczorke - órgão, guitarra, baixo e vocal (1969-1975)
- Helmuth Draht - bateria (1969-1972)
- Wolfgang Stöcker - baixo (1969-1973)
- Fritz Randow - bateria (1973-1975)
- Luitjen Janssen - baixo (1974-1975)
- Detlef Pitter Schwaar - guitarra (1975)
- Klaus-Peter Matziol - baixo (1976-1984, desde 1994)
- Detlev Schmidtchen - teclado (1976-1979)
- Jürgen Rosenthal - bateria (1976-1979)
- Hannes Arkona - guitarra (1980-1984)
- Hannes Folberth - teclado (1980-1984, desde 2009)
- Jim McGillivray - bateria (1980-1981)
- Michael Gerlach - teclado (desde 1988)
- Bodo Schopf - bateria (1998-2016)
- Kristof Hinz - bateria (2016-2018)
- Stephan Emig - bateria (desde 2018)

## Discografia
- 1971 - Eloy
- 1973 - Inside
- 1974 - Floating
- 1975 - Power and the Passion
- 1976 - Dawn
- 1977 - Ocean
- 1978 - Live
- 1979 - Silent Cries and Mighty Echoes
- 1980 - Colours
- 1981 - Planets
- 1982 - Time to Turn
- 1983 - Performance
- 1984 - Metromania
- 1988 - Ra
- 1992 - Destination
- 1993 - Chronicles I
- 1994 - Chronicles II
- 1994 - The Tides Return Forever
- 1998 - Ocean 2: The Answer
- 2003 - Timeless Passages
- 2009 - Visionary
- 2013 - Live Impressions (DVD)
- 2014 - Reincarnation on Stage (2 CD + DVD)
- 2017 - The Vision, the Sword and the Pyre - Part 1
- 2019 - The Vision, the Sword and the Pyre - Part 2
- 2023 - Echoes from the Past